# フランソワ・ゲシュケ
フランソワ・ゲシュケ（François Goeske、1989年3月18日 - ）は、フランス出身の俳優。

## 出演作品
- リトル・ウィッチ ビビと魔法のクリスタル（ホブナー）
- ハープ・プロジェクト